# Christian Buil
Pour les articles homonymes, voir Buil.
Christian Buil est un astronome amateur français.

## Biographie
Il est, dans les années 1980, l'un des pionniers de l'utilisation des caméras CCD pour l'astrophotographie amateur et rédige Astronomie CCD. Construction et utilisation des caméras CCD en astronomie amateur, d'abord distribué sous forme de photocopies, puis publié en 1989 par la Société d'astronomie populaire. Il est également l'auteur d'IRIS, un logiciel de traitement d'images astronomiques. Il travaille également au suivi spectroscopique des étoiles Be.

## Découvertes
D'après le centre des planètes mineures, il a découvert cinq astéroïdes en 1997 :
| (7718) Desnoux        | 10 mars 1997    |
| (19353) Pierrethierry | 10 mars 1997    |
| (12042) Laques        | 17 mars 1997    |
| (10222) Klotz         | 29 octobre 1997 |
| (85512) Rieugnie      | 29 octobre 1997 |

Par ailleurs l'astéroïde (6820) Buil porte son nom.